# 望月吉棟
望月吉棟 （もちづき よしむね），是望月家當主，從屬於南近江六角家，近江甲賀郡杣庄柑子領主，號稱出雲守，俗稱望月出雲守。甲賀五十三家之一，望月家也是信濃國名族滋野三家之一的支流，由擅長煙火術的甲賀三郎建立，活動於近江國甲賀郡龍法師鄉。
諜報和近戰表現出色，尤擅長神出鬼沒的突襲。1569年信長與三好三人眾鬥爭時負責蒐集情咨向六角義治報告。
與六角義治關係親密，吉棟患病時六角義治曾親臨訪視。
在伊賀與甲賀兩地負有「伊賀之服部，甲賀乃望月」的盛名。
其故居望月氏屋敷現在更作為「甲賀流忍術屋敷」展示，每年吸引為數眾多之忍者迷參觀。